# Cổ Bì
Cổ Bì là một xã thuộc huyện Bình Giang, tỉnh Hải Dương, Việt Nam.
Xã Cổ Bi có diện tích 7,2 km², dân số năm 1999 là 6436 người, mật độ dân số đạt 894 người/km².
Cổ Bì tiếp giáp với các xã Hồng Khê, Nhân quyền của huyện Bình Giang, xã Thanh Tùng của huyện Thanh Miện, xã Phạm Trấn, Yết Kiêu của huyện Gia Lộc.
Xã Cổ Bì hiện nay có 4 thôn: Cam Xá, Hạ Bì, Ô Xuyên, Bì Đổ.
Về văn hóa:
Xã Cổ Bì có Đền Ô Xuyên là ngôi đền cổ, tọa lạc trên mảnh đất cao ráo, thoáng rộng ở đầu thôn Ô Xuyên. Đền thờ Ngọc Hoàng Thượng đế và 5 vị Thành hoàng làng, mặt tiền quay về phía bắc, nơi có dòng sông Đò Đáy nước quanh năm xanh mát chảy ngang; phía đông và phía tây giáp khu dân cư; phía nam giáp đường thôn.